# 性生活の知恵

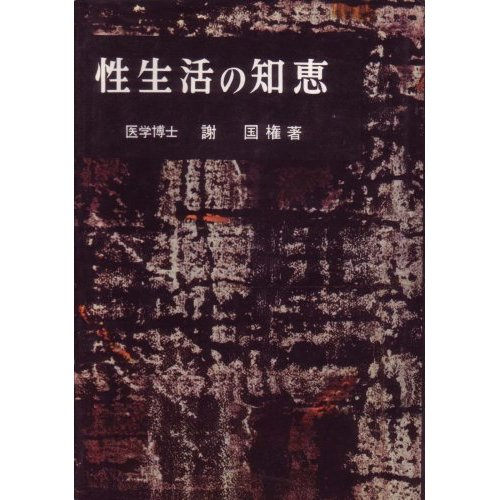
謝国権『性生活の知恵』、池田書店、1960年、表紙。

『性生活の知恵』（せいせいかつのちえ）は、1960年（昭和35年）に池田書店が出版してミリオンセラーとなった、謝国権による医学啓蒙書、ハウツー本であり、同書を原作として1961年（昭和36年）に水野洽が監督し、大映東京撮影所が製作、大映が配給して公開した日本の長篇劇映画である。映画は、当時の「映画倫理管理委員会」（新映倫、現在の映画倫理委員会）は同作を成人映画に指定し、18歳未満の鑑賞を制限したが、同年中に製作・公開された続篇は一般映画指定であった。書籍についても、1963年（昭和38年）に続篇が出版された。

## 略歴・概要
1960年（昭和35年）6月25日、初版発行。著者の謝国権は当時、日本赤十字社本部産院（現在の日本赤十字社医療センター産科）の医局長を務めており、内容的には刺激的ではあったが、初版で終わっても読者の幸福に貢献したいとの思いで出版され、発売禁止処分にならぬよう留意した。初版3,000部は、版を重ねて1年間で152万部のベストセラーとなり、1970年（昭和45年）4月には第138刷、200万部を突破した。同書は「日本人の性意識を変えた」といわれる。
大映東京撮影所は、同書のベストセラー化を受けて、1961年（昭和36年）、同書を原作に、5話構成オムニバス形式による同名の劇場用映画を製作、同年7月28日にこれを公開した。わずか2か月後の同年9月30日には『性生活の知恵 第二部』を公開している。2012年（平成24年）7月現在、東京国立近代美術館フィルムセンターは、いずれのヴァージョンの上映用プリント等をも所蔵していない。
1963年（昭和38年）6月、続篇にあたる『これからのSEX 続 性生活の知恵』が発売されている。

### 正
1. 第一章 結婚と性生活 - p.19
2. 第二章 男性と女性の性生理 - p.28
3. 第三章 性交への誘い - p.49
4. 第四章 性交とその態位 - p.59
5. 第五章 性交との訣別 - p.124
6. 第六章 男性のために - p.127
7. 第七章 女性のために - p.170
8. 第八章 青年期の性 - p.219
9. 第九章 家族計画の必要性 - p.244
10. 第十章 妊娠しない期間の見つけ方 - p.253
11. 第十一章 受胎調節法の実際 - p.260

### 続
1. 第一章 これからの性教育 - p.13
2. 第二章 これからの性生活 - p.81
3. 第三章 疲れない性交態位 - p.127
4. 第四章 初夜の不成立を避けるために - p.188
5. 第五章 新しく寝室を作る人のために - p.253

## ビブリオグラフィ
国立国会図書館蔵書による一覧である。
- 『性生活の知恵』、謝国権、池田書店、1960年
  - 『性生活の知恵 ポケット版』、イケダ3Lブックス、池田書店、1973年
- 『これからのSEX 続 性生活の知恵』、謝国権、池田書店、1963年

## 映画

### 正篇
『性生活の知恵』（せいせいかつのちえ）は、謝国権の同名の医学啓蒙書を原作として、1961年（昭和36年）に水野洽が監督し、大映東京撮影所が製作、大映が配給して公開した、オムニバス形式の日本の長篇劇映画である。当時の「映画倫理管理委員会」（新映倫、現在の映画倫理委員会）は同作を成人映画に指定し、18歳未満の鑑賞を制限した。2012年（平成24年）7月現在、東京国立近代美術館フィルムセンターは、本作の上映用プリント等を所蔵していない。

#### 作品データ
- 製作 : 大映東京撮影所
- 上映時間 （巻数 / メートル） : 58分 （5巻 / 1,604メートル）
- フォーマット : 白黒映画 - 大映スコープ（2.35:1） - 24fps - モノラル録音
- 映倫番号 : 12478 （成人映画指定）[3]
- 公開日 :  日本 1961年7月28日
- 配給 :  大映

#### スタッフ
- 企画 : 川崎治雄
- 監督 : 水野洽
- 原作 : 謝国権
- 脚本 : 関口多景志、桜井康裕
- 撮影 : 渡辺徹
- 照明 : 田熊源太郎
- 美術 : 後藤岱二郎
- 録音 : 三橋真
- 音楽 : 入野義朗
- スチル : 柳沢英雄

#### キャスト
- 松村達雄 - ナレーター医博

- 竹村南海児 - 斎藤
- 三浦友子 - 斎藤栄子
- 隅田一男 - 次長
- 小杉光史 - アパート管理人
- 佐々木正時 - 肉屋の主人
- 日高加月枝 - 中年の団地夫人
- 伊奈久男 - 酒屋の小僧
- 花野富夫 - 杉田
- 奈良ひろみ - 杉田和子
- 山口健 - 課長
- 一条淳子 - 若い団地夫人A
- 浜美奈子 - 若い団地夫人B
- 長田健二 - 石井
- 川井脩 - 隣で飲んでいた男
- 杉森麟 - 飲み屋の親爺
- 網中一郎 - 太田
- 森矢雄二 - 山中康夫
- 園敦子 - 智子
- 森一夫 - 黒木
- 此木透 - 吉崎
- 入江洋佑 - 村山敏夫
- 藤江津子 - 園枝
- 横山明 - 高野
- 三島愛子 - 園枝の母キク
- 浜口喜博 - 同僚甲
- 藍三千子 - 乙夫人
- 竹内哲郎 - 中年の男
- 花村泰子 - 中年の男の妻
- 夏木章 - 赤川
- 有島圭子 - 赤川美佐子
- 松村若代 - 下働きの女
- 穂積明 - 前田

### 続篇
『性生活の知恵 第二部』（せいせいかつのちえ だいにぶ）は、謝国権の医学啓蒙書『性生活の知恵』を原作として、1961年（昭和36年）に製作・公開された同名の劇映画の続篇として、同年、阿部毅が監督し、大映東京撮影所が製作、大映が配給して公開した日本の長篇劇映画である。前作に対して、当時の「映画倫理管理委員会」（新映倫、現在の映画倫理委員会）は同作を成人映画に指定し、18歳未満の鑑賞を制限したが、本作に対しては「一般映画」指定であった。2012年（平成24年）7月現在、東京国立近代美術館フィルムセンターは、本作の上映用プリント等を所蔵していない。

#### 作品データ
- 製作 : 大映東京撮影所
- 上映時間 （巻数 / メートル） : 64分 （6巻 / 1,747メートル）
- フォーマット : 白黒映画 - 大映スコープ（2.35:1） - 24fps - モノラル録音
- 映倫番号 : 12560 （一般映画指定）[3]
- 公開日 :  日本 1961年9月30日
- 配給 :  大映

#### スタッフ
- 企画 : 川崎治雄、竹谷豊一郎
- 監督 : 阿部毅
- 原作・監修 : 謝国権
- 脚本 : 桜井康裕
- 撮影 : 宗川信夫
- 照明 : 田熊源太郎
- 美術 : 井上章
- 録音 : 三橋真
- 音楽 : 大沢保郎

#### キャスト
- 南方伸夫 - 吉川政之
- 耕田久鯉子 - 吉川くに江
- 早川雄三 - 吉川洋一
- 市田ひろみ - 吉川文子
- 山中雄司 - 吉川久夫
- 三浦友子 - 吉川敏江
- 大庭健次朗 - 吉川祐三
- 目黒幸子 - 美佐子
- 村上不二夫 - 奥野
- 小河原一美 - 悦子
- 山中和子 - 大崎ひろみ
- 竹里光子 - 園子
- 山口健 - 川口俊介
- 左川由女 - 菊江
- 花井弘子 - 芳枝
- 当銀長次郎 - 館岡
- 川畑愛光 - 杉原
- 高見貫 - アパートの管理人
- 中田勉 - 中年の男
- 浜美奈子 - 芸者

- 松村達雄 - ナレーター